# Ralsko
Ralsko ist eine Stadt des Okres Česká Lípa in der Region Liberec im Norden der Tschechischen Republik. Sie liegt südlich des Berges Ralsko (Roll) und ist mit 171 km² nach Prag die flächenmäßig zweitgrößte Gemeinde des Landes. Die Gemeinde entstand am 1. Januar 1992 nach der Auflösung des Truppenübungsplatzes Ralsko und umfasst alle auf dem ehemaligen Truppenübungsplatz befindlichen bewohnten Ansiedlungen. Der Sitz der Stadtverwaltung befindet sich in Kuřívody (Hühnerwasser).

## Geschichte
Ralsko war einst Eigentum des Geschlechtes Berka von Dubá. Mittelpunkt der Herrschaft war das Städtchen Kuřívody an der Handelsstraße von Zittau nach Prag.
Am 26. (nach anderen Angaben am 27.) Juni 1866 fand hier im Deutschen Krieg mit dem Gefecht bei Hühnerwasser die erste Auseinandersetzung zwischen Preußen und Österreichern statt.
Obwohl das Gebiet unter Wasserarmut leidet, war es bereits seit dem Mittelalter besiedelt. Die ältesten schriftlichen Zeugnisse stammen aus der zweiten Hälfte des 13. Jahrhunderts. Insgesamt sind etwa 30 Siedlungsstellen nachgewiesen, um 1910 lebten hier 7000 Menschen. Die Dörfer waren bis 1945 fast ausschließlich von Deutschen bewohnt. Nach der Vertreibung der deutschen Bevölkerung kamen tschechische Siedler in die verlassenen Orte.
Bereits 1947 wurde die Gegend um Kuřívody wieder geräumt, die Dörfer zum großen Teil planiert und der 25.000 ha große Truppenübungsplatz Ralsko für die tschechoslowakische Armee eingerichtet. Nach dem Prager Frühling 1968 benutzte die Sowjetarmee bis 1991 das Gelände. Bei Hradčany entstand eine Landebahn für die sowjetische Raumfähre Buran, die bei schlechtem Wetter als Ersatz für den Weltraumbahnhof Baikonur dienen sollte.
Nach dem Abzug der Sowjets im Jahre 1991 entstand am 1. Januar 1992 die heutige Gemeinde. Sie zählte bei ihrer Gründung nur 600 Einwohner und gliederte sich in die sechs Ortsteile Boreček, Dolní Krupá (Nieder Krupai 2. Anteil), Hradčany, Kuřívody, Náhlov und Ploužnice. Aus den vom Reaktorunglück von Tschernobyl betroffenen ukrainischen Dörfern Mala Subiwschtschyna (Malá Zubovština) im Rajon Korosten und Malyniwka (Malinovka) im Rajon Malyn wurden etwa 200 Wolhynientschechen hier angesiedelt. Seit dem 1. Dezember 2006 besitzt der Ort Stadtrechte.
Am 14. Juli 2010 erfolgte auf Beschluss der Stadtvertretung eine Neugliederung des Stadtgebietes. Aus dem Ortsteil Ploužnice wurden die neuen Ortsteile Hvězdov und Svébořice sowie aus dem Ortsteil Kuřívody der neue Ortsteil Jabloneček ausgegliedert. Der Ortsteil Dolní Krupá wurde in Horní Krupá umbenannt. Die Grundsiedlungseinheit Hradčany-sídliště wurde aus dem Ortsteil Hradčany in den Ortsteil Ploužnice umgegliedert.

## Stadtgliederung
Die Stadt besteht aus den Ortsteilen Boreček (Haidedörfel), Horní Krupá (Ober Krupai), Hradčany (Kummer), Hvězdov (Höflitz), Jabloneček (Gablonz), Kuřívody (Hühnerwasser), Náhlov (Nahlau), Ploužnice (Plauschnitz) und Svébořice (Schwabitz). Grundsiedlungseinheiten sind Boreček, Horní Krupá, Hradčany, Hradčany-sídliště, Hvězdov, Jabloneček, Kuřívody, Náhlov, Ploužnice und Svébořice. Auf den Fluren von Ralsko liegen u. a. die Rotte Skelná Huť (Glasshütte) sowie die Wüstungen Chlum, Dolní Okna (Heide), Horní Krupá (Ober Krupai), Jezová (Jesowai), Malé Ralsko (Kleinroll), Okna (Woken b. Gablonz), Proseč (Proschwitz), Strážov (Straßdorf), Vavrouškův Mlýn (Wawranschker Mühle), Vejčín (Eierbrunn), Velké Ralsko (Großroll) und Židlov (Schiedel).
Das Gemeindegebiet gliedert sich in die Katastralbezirke Boreček, Horní Krupá, Hradčany nad Ploučnicí, Jabloneček, Kuřívody, Náhlov, Ploužnice pod Ralskem und Svébořice.